# Австро-Угорський дім (Ужгород)
Австро-Угорський дім — приватна вілла у місті Ужгород, розташована на вулиці Капітульній, 24, що навпроти Ужгородського замку.

## Історія та рекострукції
Наріжний одноповерховий будинок зведено у середині 1920-их років в стилі ар деко, коли Ужгород перебував у складі Першої Чехословацької республіки. Особливістю будівлі є скруглена наріжна частина з лоджією у вигляді галереї.
За початковим проєктом на першому поверсі будівлі знаходився винний підвал та житло для обслуговуючого персоналу, на другому — основні житлові приміщення, на третьому — мансарда. Дві люкарни мансарди оздоблені фронтонами з бароковими ремінісценціями.
За Радянського Союзу тут було влаштовано 3 комунальні квартири.
Наступна реконструкція відбулася в 2000-х роках. Вона частково змінила конструкцію даху задля збільшення об'єму другого рівня та передбачала перебудову гаражу у дворі.
У 2018 році було прийняте рішення щодо проведення реновації Австро-Угорського дому, яке максимально б наблизило його до автентичного вигляду. Автором ідеї став відомий ужгородський дипломат, юрист і громадський діяч Ален Панов. Родина Панових з початку 2000-х займається реалізацією подібних проєктів в місті Ужгород, в рамках приватної ініціативи.
Проведення останньої реконструкції передбачало 4 основні етапи:
- заміна покрівлі,
- ремонт фасаду,
- внутрішні роботи,
- благоустрій прилеглої території[3][2].

Робота над дахом споруди, який у початковому варіанті був покритий сірим етернітом, стала найважчим завданням для команди висококваліфікованих і талановитих архітекторів, художників, будівельників, адже матеріал, використаний в оригіналі, наразі не застосовують у будівництві з екологічний мотивів. Крім того, було застосовано сучасні технології та європейський матеріал. Команда спеціалістів вручну збирала крівлю за старою класичною технологією.
Ще однією особливістю реконструкції було збереження резиденціального функціонального призначення будівлі, з можливістю публічного доступу у окремі його частини, як це було в попередні часи. Відомо, що на початку 20 століття унікальний круглий салон з каміном був місцем проведення клубних заходів представників ужгородського бомонду, які збиралися тут за філіжанкою кави або келихом вина.
Завершення реновації відбулося в 2019 році.

## Ресторан-корчма «Угорський двір»
Наразі Австро-Угорський дім є історичним рестораном-корчмою під назвою «Угорський двір».
Ресторан розміщено на першому поверсі, а пивну корчму — на другому. Заклад поділено на три зали: Відень, Будапешт та Ужгород, кожен з яких є тематичним і має свою унікальну атмосферу. Автентичність будівлі зберігається в деталях: від столових приборів до меблів.
Меню ресторану пропонує австро-угорську кухню з нотками Закарпаття. Важливим принципом закладу є використання саме якісних локальних продуктів. Крім того, «Угорський двір» пригощає своїх гостей крафтовим пивом власного виробництва та місцевою палиночкою.
Проте справжньою «родзинкою» закладу стане панорамний вид на мальовничий Ужгородський замок, який ви побачите з вікон ресторану.

## Фотогалерея

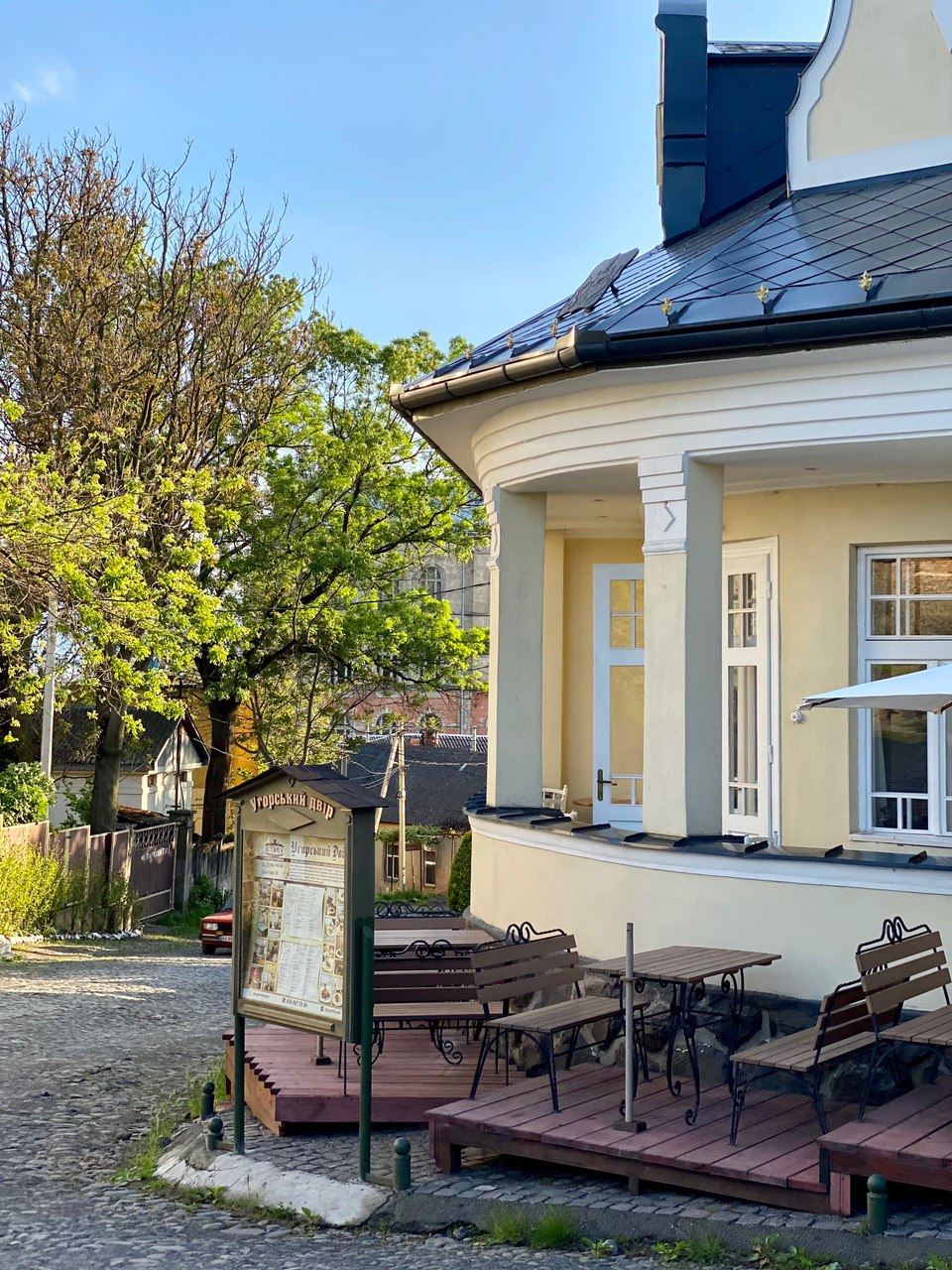
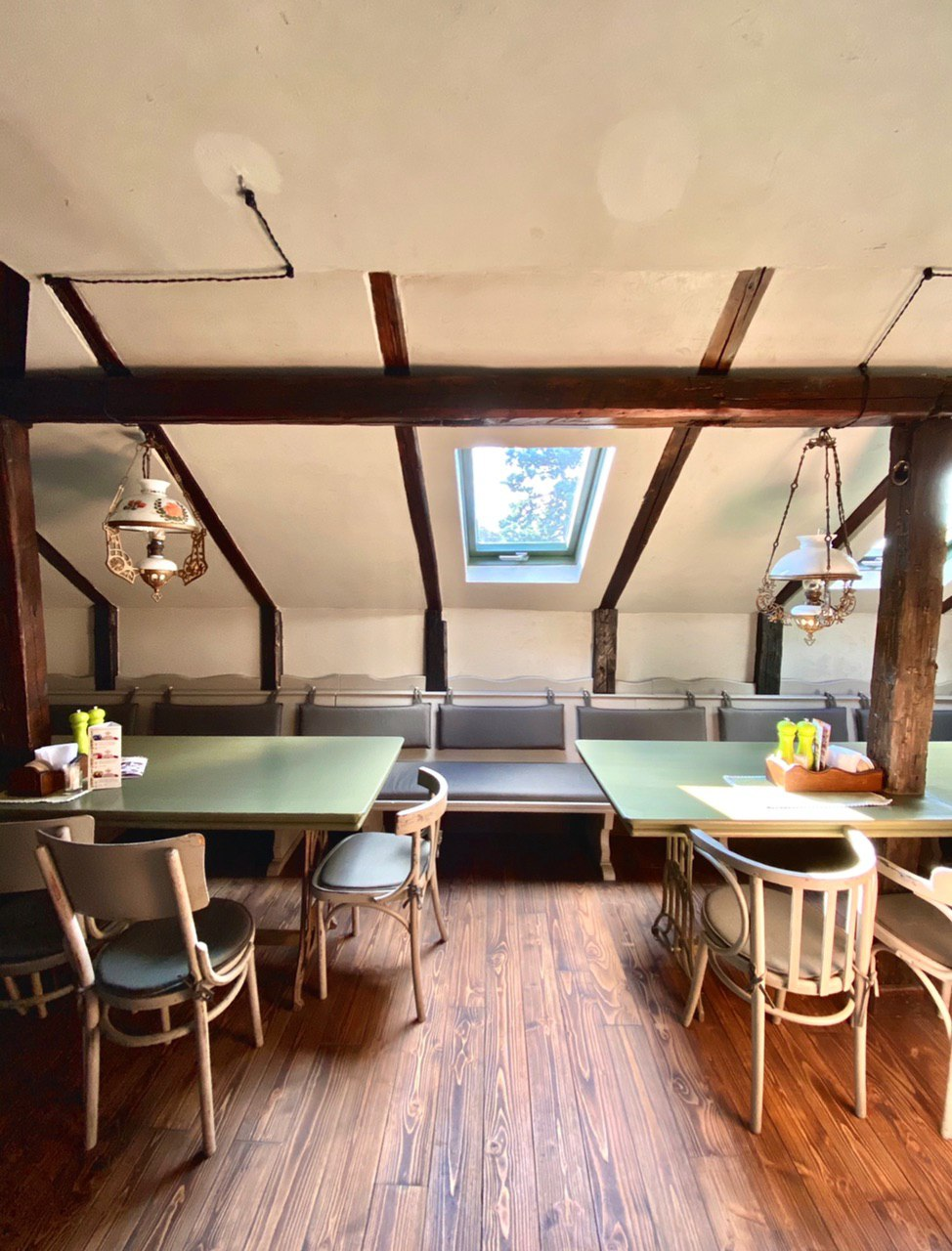
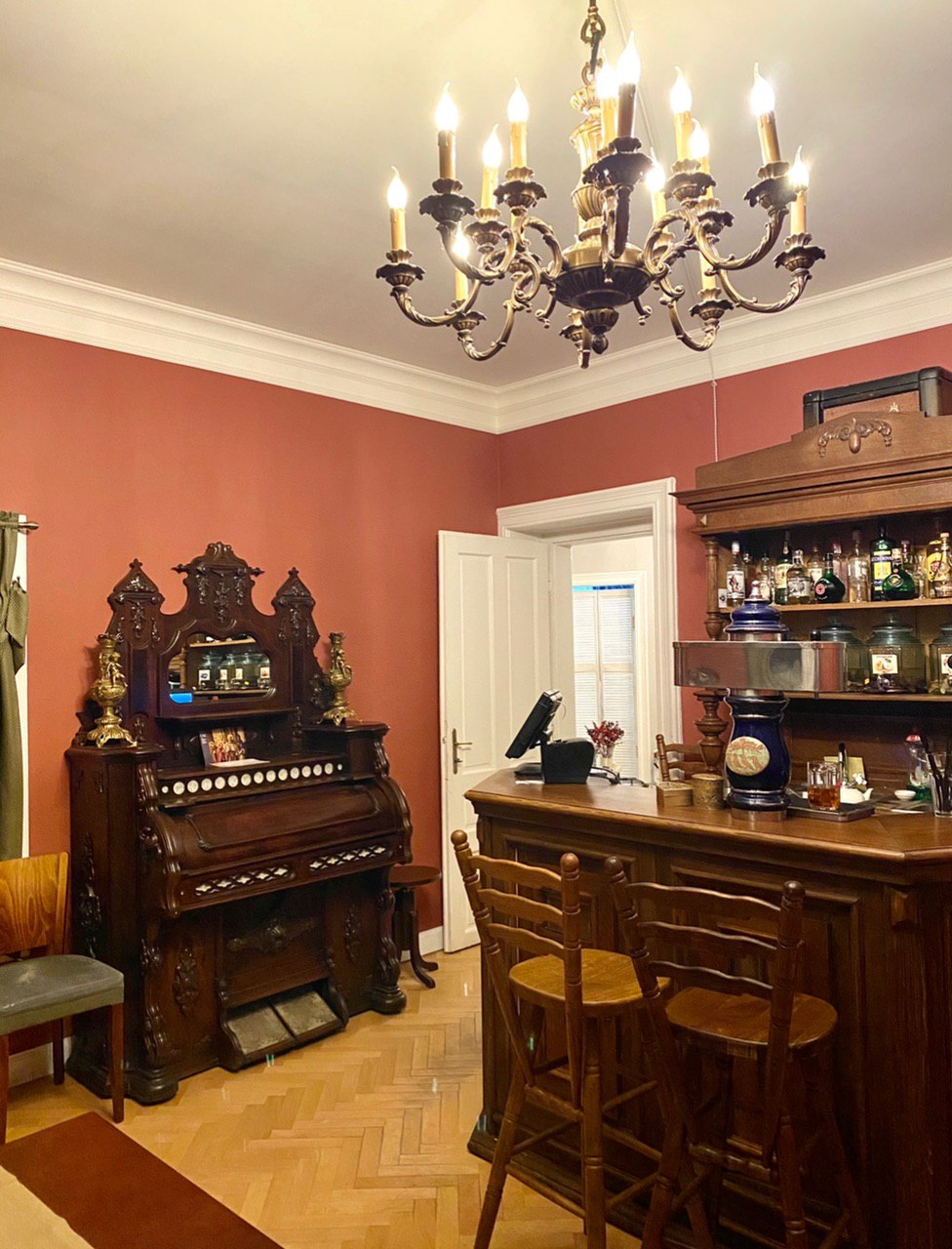
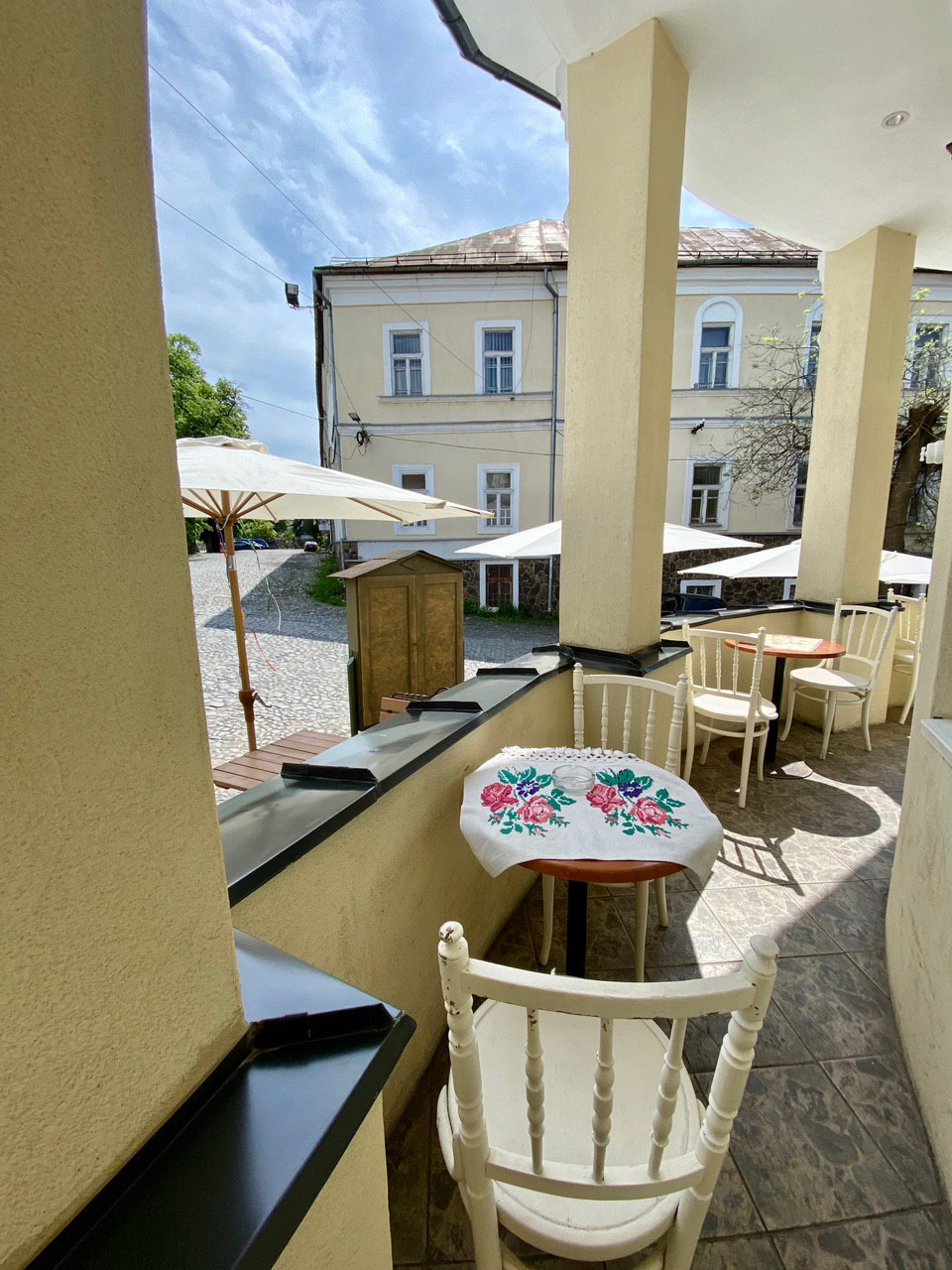
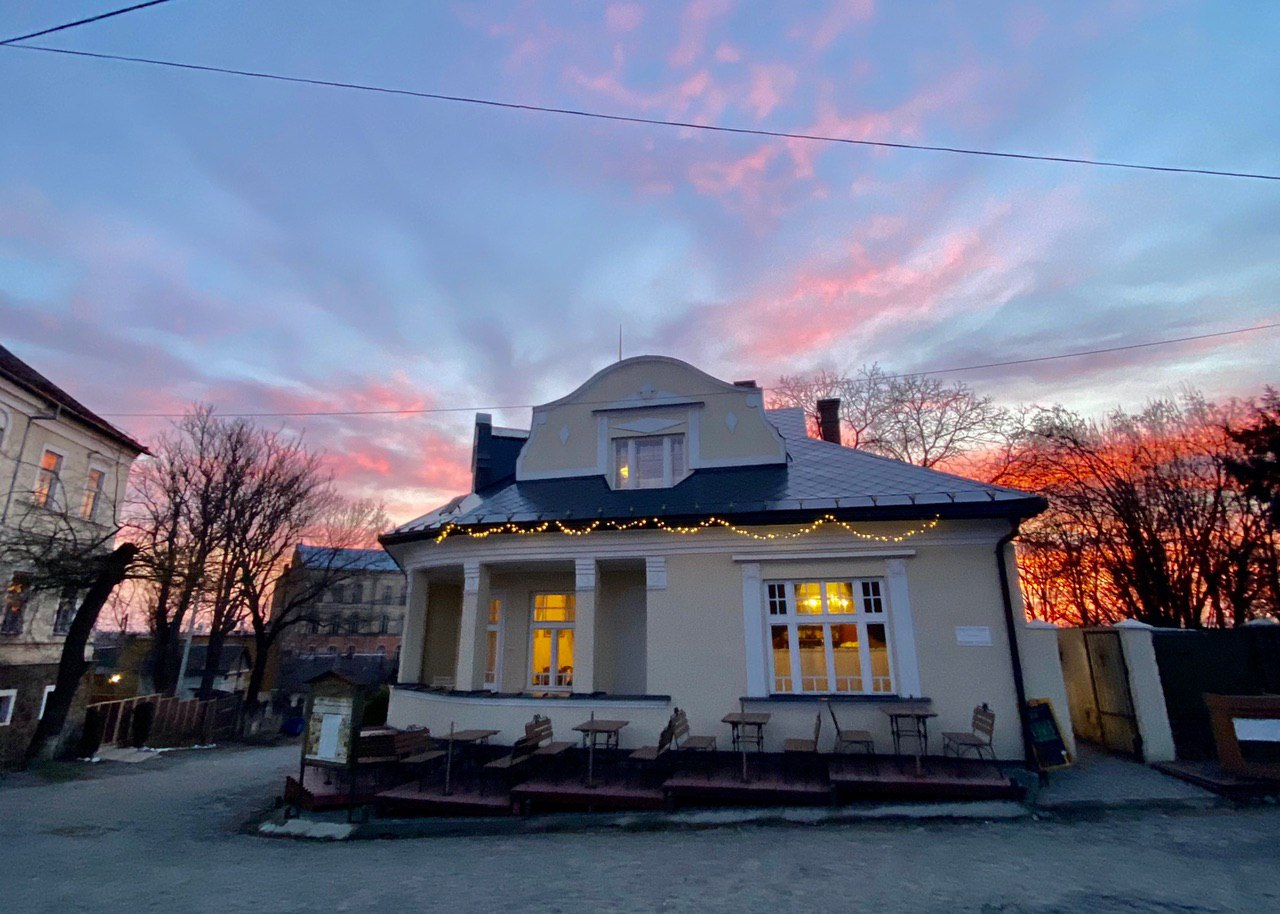
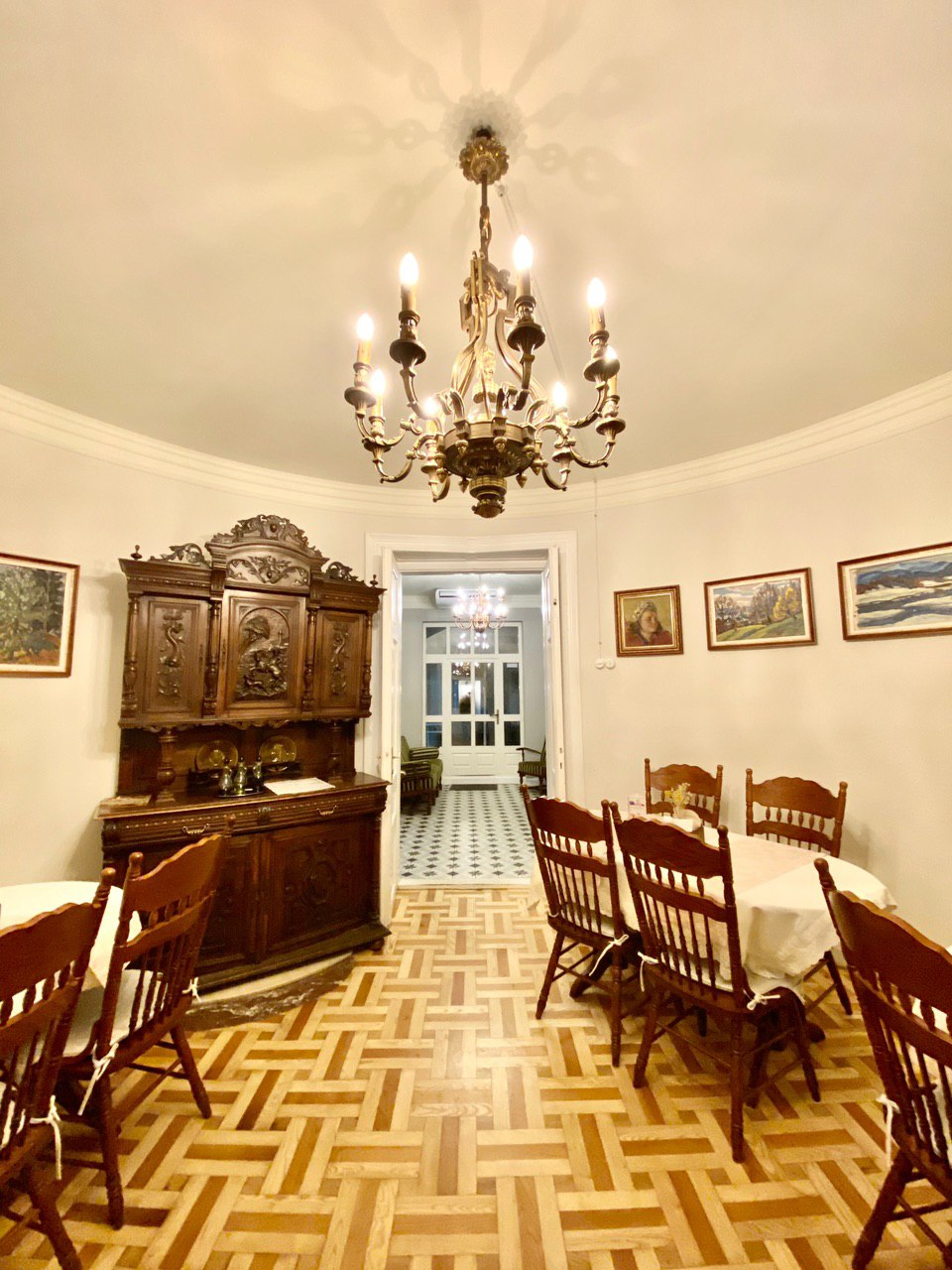
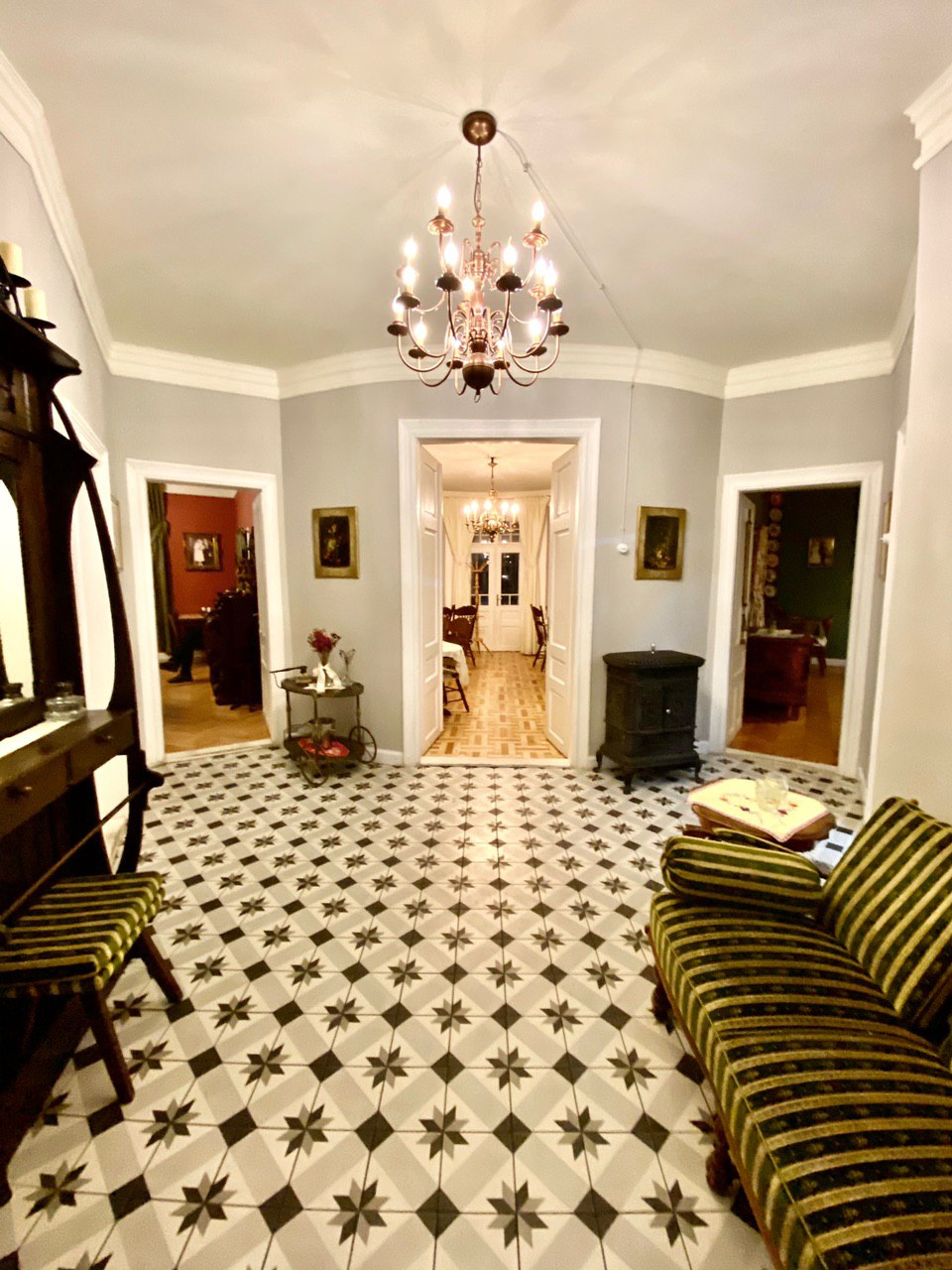
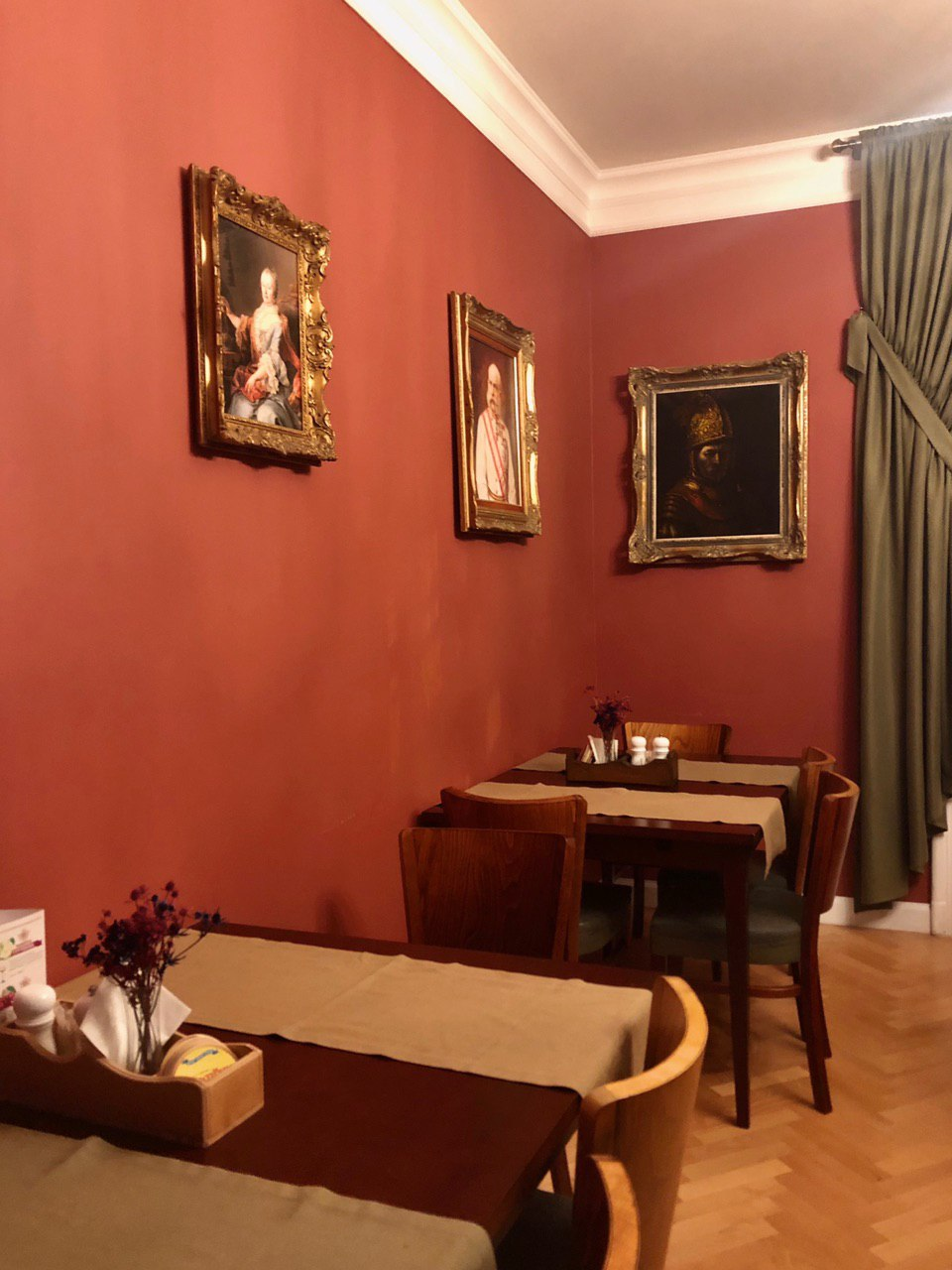
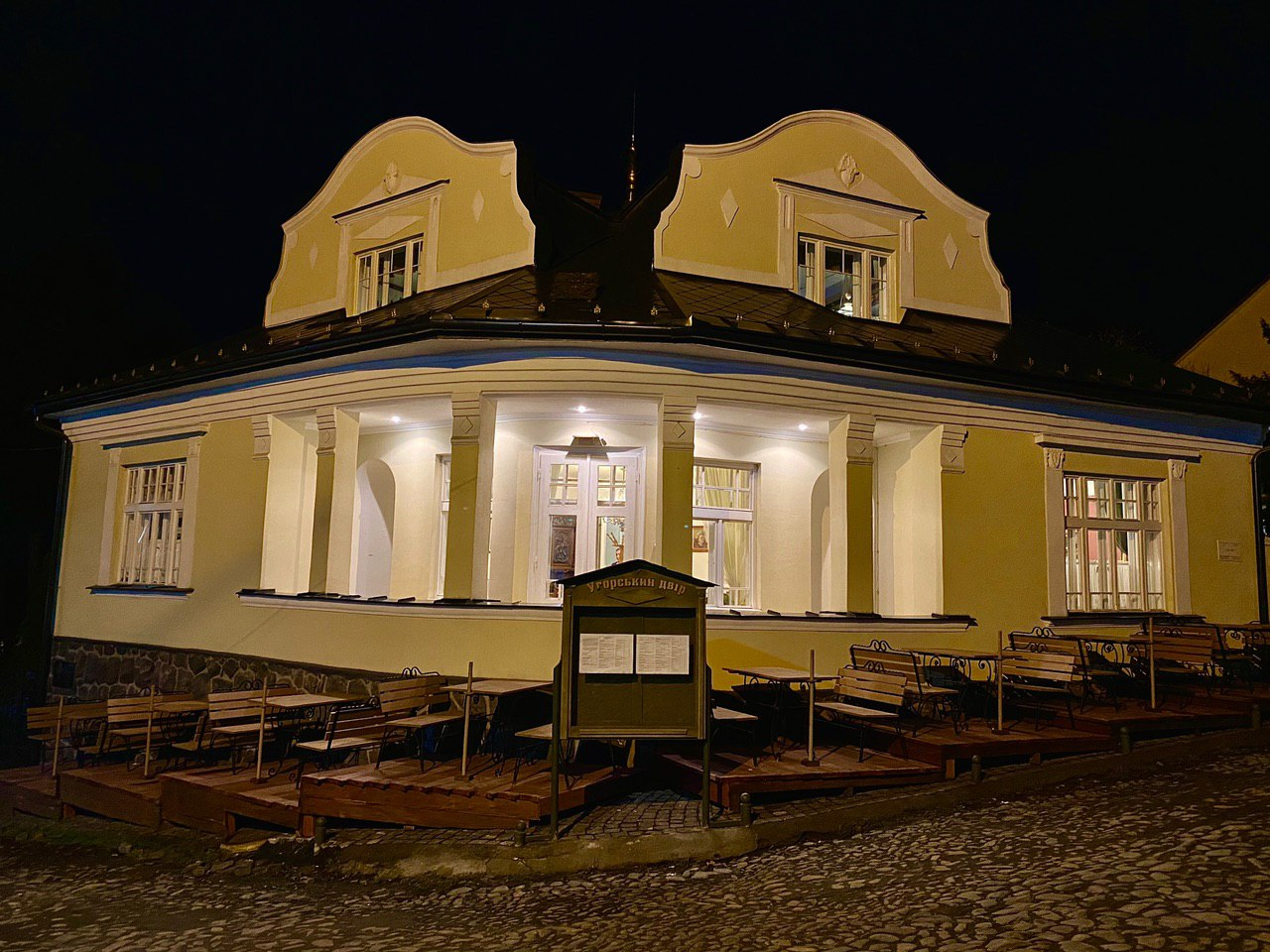
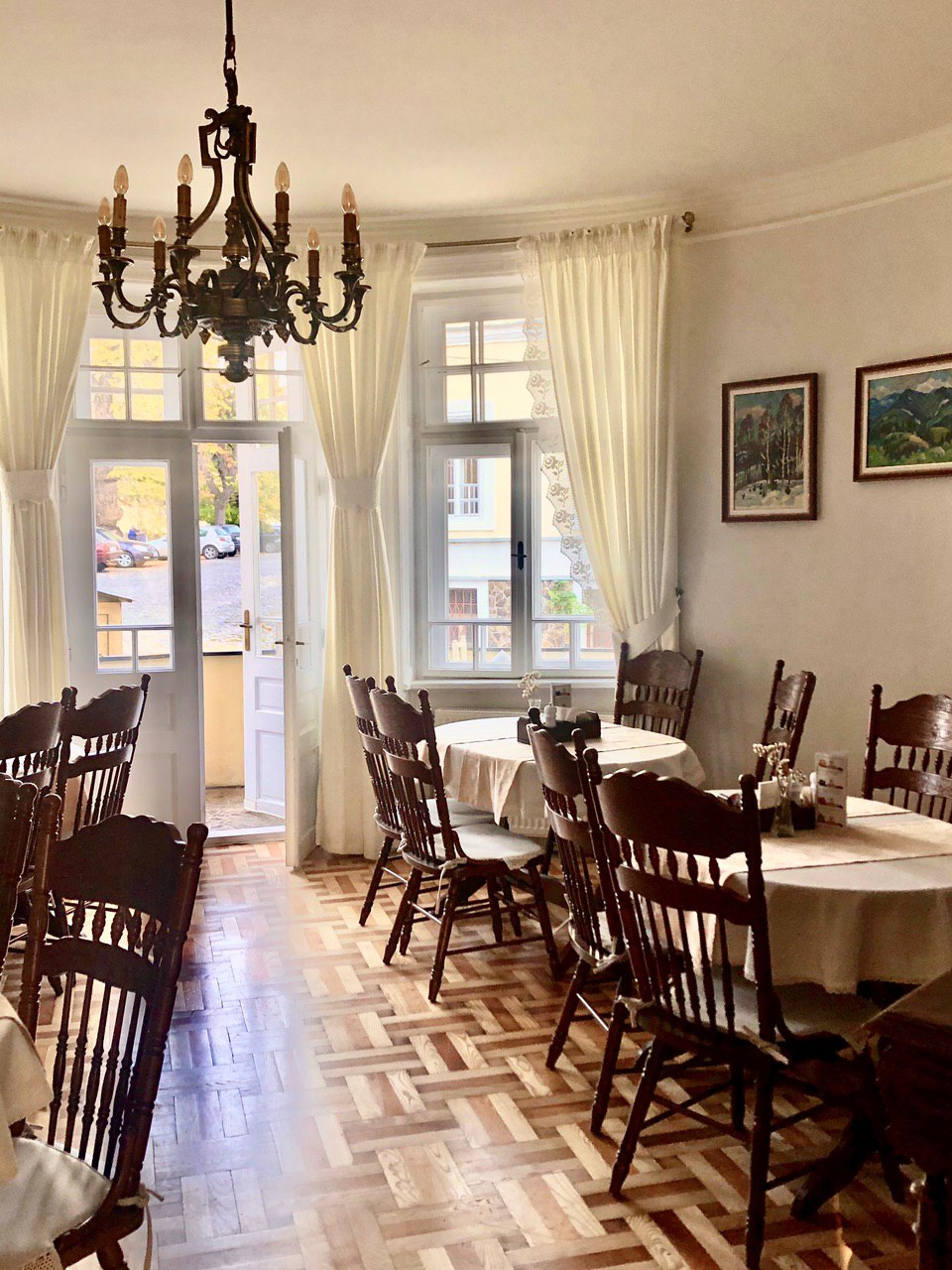
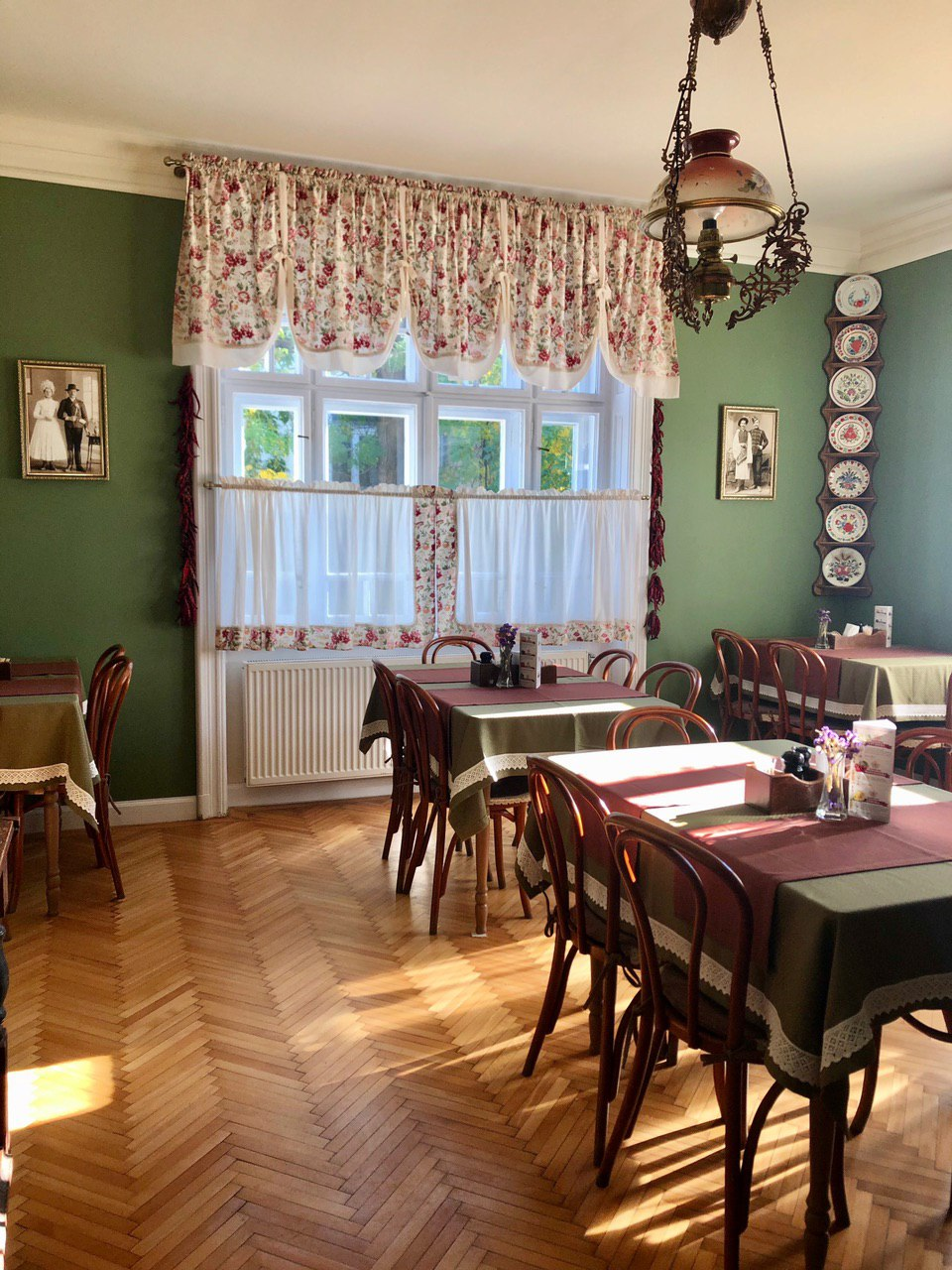
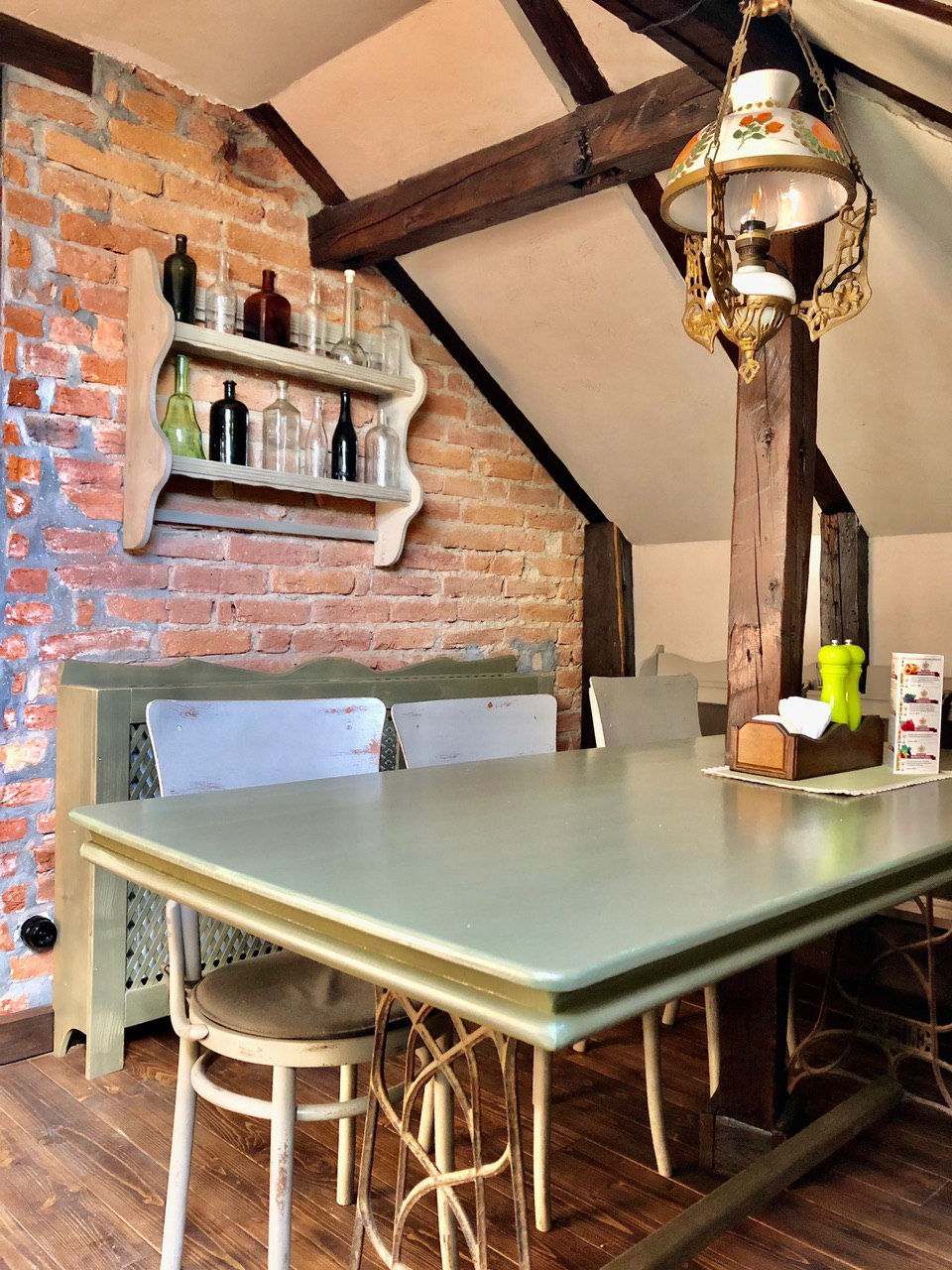
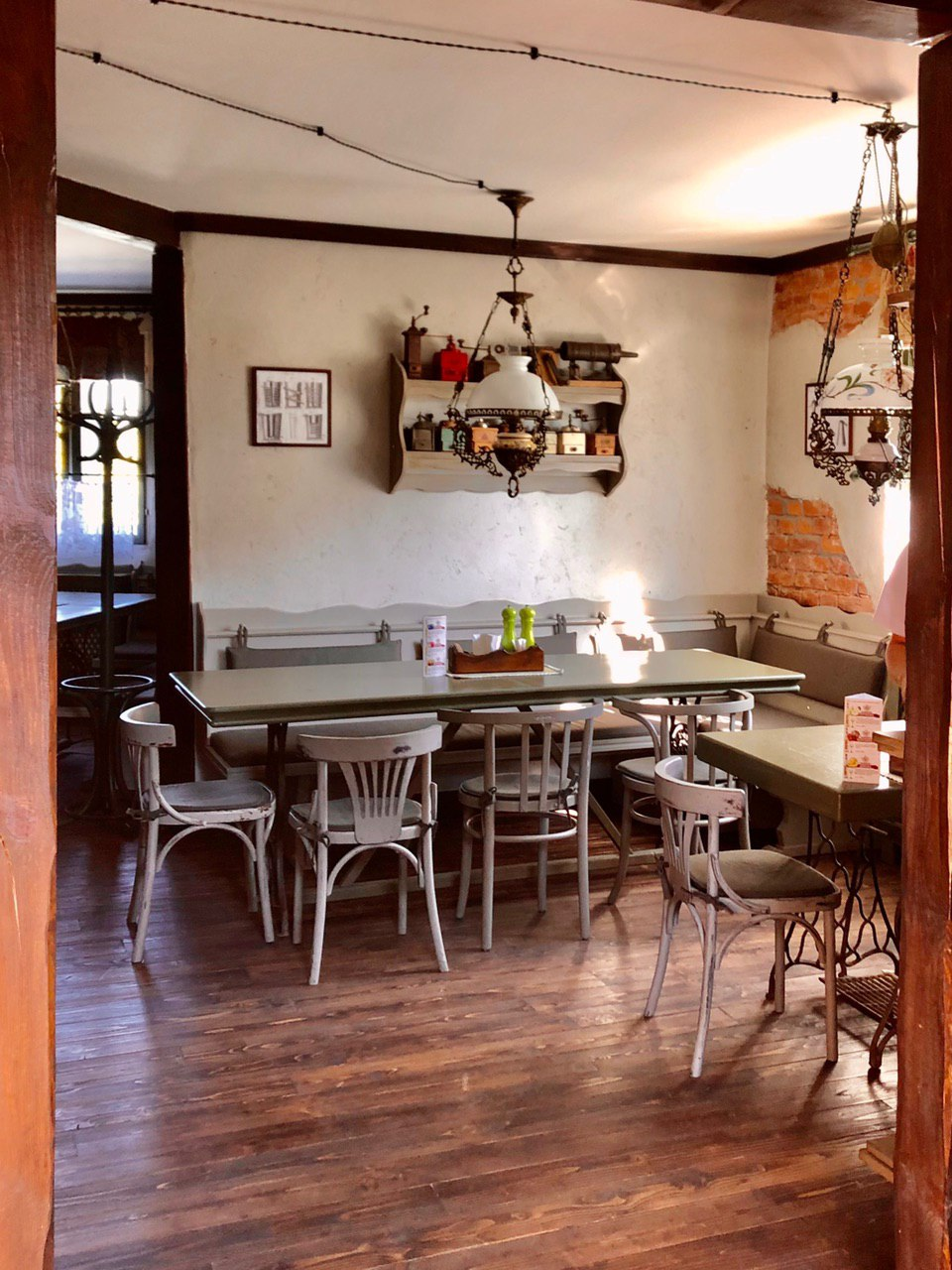
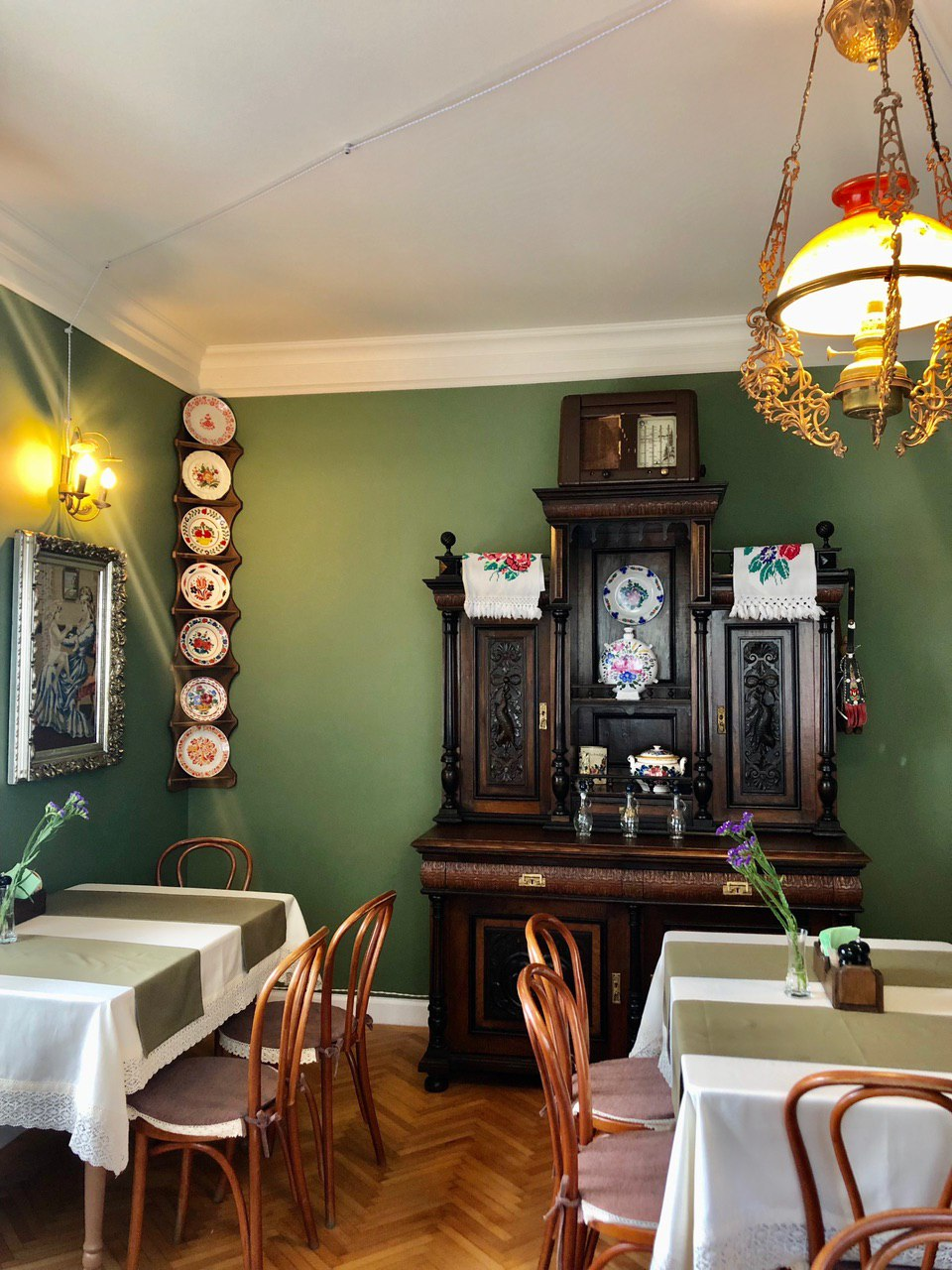